# Myles Goodwyn
Miles Francis Goodwin (Woodstock, Nuevo Brunswick; 23 de junio del 1948-3 de diciembre de 2023) fue un músico y productor canadiense, guitarrista rítmico y líder fundador de la banda de rock canadiense April Wine. También realizó una breve carrera en solitario. 

## Carrera artística
Su primer álbum en solitario, Myles Goodwyn, fue publicado en 1988 y su segundo álbum en solitario treinta años después y en colaboración con otros artistas. Myles Goodwyn And Friends of the Blues fue publicado en 2018. Goodwyn publicó su autobiografía (una memoir) titulada Just Between You And Me en 2016.
Goodwyn fue inducido al Salón de la Fama del Rock Canadiense junto a su compañero de banda Brian Greenway en 2010. April Wine está considerada a día de hoy como una de las bandas más representativas del Rock en Canadá, del que Goodwyn forma parte y es fundador y líder desde su 1969. Produjo y escribió la mayoría de canciones de la banda. A pesar de que al principio no obtuvo el éxito esperado, April Wine está considerada actualmente como una de las bandas más influyentes de Canadá.

## Discografía en solitario
- Discografía de April Wine
- 1988 - Myles Goodwyn
- 2018 - Myles Goodwyn and Friends of the Blues